# Meritites
Meritites ist ein altägyptischer Frauenname, der hauptsächlich während des Alten Reiches in der 4. bis 6. Dynastie, aber auch im Neuen Reich während der 19. Dynastie gebräuchlich war. Die Übersetzung des Namens lautet „Die von ihrem Vater Geliebte“.

## Namensträgerinnen
- Meritites I., Tochter oder Gemahlin (in erster Ehe) von König Snofru, Gemahlin (in zweiter Ehe) von König Cheops, mögliche Mutter von König Chephren (4. Dynastie)
- Meritites (Königstochter), Prinzessin oder Titularprinzessin, bestattet in Mastaba 4140 in Gizeh (4. Dynastie)
- Meritites (Gottesdienerin), Tochter von König Cheops, bestattet in Mastaba 7650 in Gizeh (4. Dynastie)
- Meritites, Enkelin von König Radjedef, Tochter von Hornit, abgebildet auf einer Statue ihres Vaters (4. Dynastie)
- Meritites (Hofdame), Enkelin von König Niuserre, Tochter von Ptahschepses und Chamerernebti (5. Dynastie)
- Meritites II., vermutlich Tochter von König Pepi I. und mögliche Gemahlin von König Pepi II. (6. Dynastie)
- Meritites (Tochter von Ramses II.), Tochter von König Ramses II., aufgeführt in der Prozession seiner Töchter in Abydos (19. Dynastie)